# Guillem Ferrer i Puig
Guillem Ferrer i Puig (1759, Palma, Mallorca — 1833, Palma) fou un pintor mallorquí.

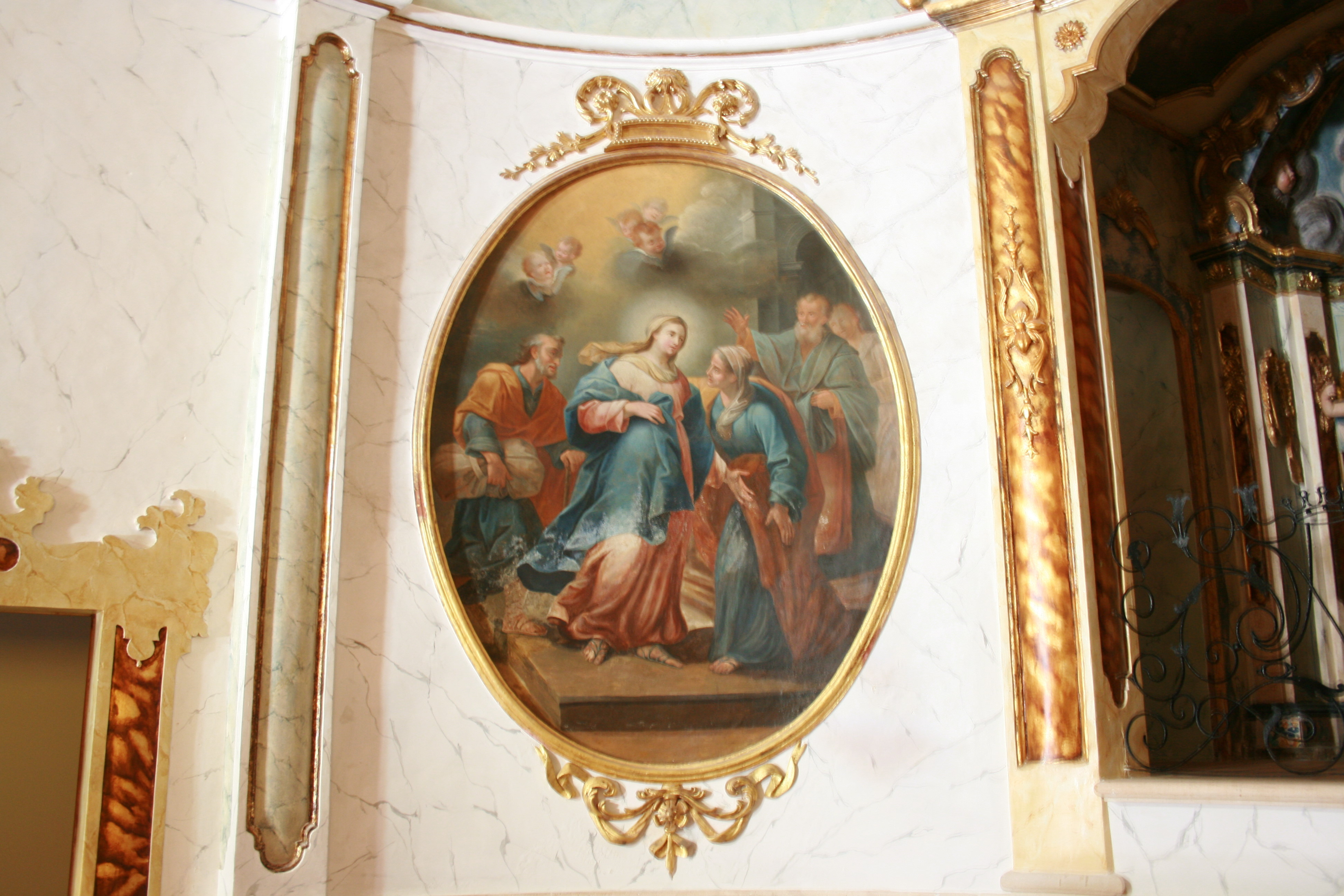
Visitació al Santuari de Gràcia

Ferrer tingué una formació humanística essent deixeble de Francesc Muntaner i Moner (1743-1805). Posteriorment anà a França per ampliar estudis. Fou un retratista correcte i s'especialitzà en pintura religiosa, destacant els murals de l'Anunciació i de la Visitació dels presbiteri de l'església del santuari de Nostra Senyora de Gràcia (Llucmajor, Mallorca). Amb la seva obra i el seu mestratge contribuí a mantenir dins l'escola pictòrica mallorquina el nivell que ressuscitaren Guillem Mesquida i Munar, Miquel Bestard i Gabriel Femenia i Maura.
Ferrer també es dedicà a la composició musical i se sap que escriví moltes tonades i una simfonia.